# Perissomastix
Perissomastix is een geslacht van vlinders van de familie echte motten (Tineidae), uit de onderfamilie Perissomasticinae.

## Soorten
- P. acutibasis Gozmány, 1968
- P. adamasta (Meyrick, 1909)
- P. afghana (Petersen, 1959)
- P. agenjoi (Petersen, 1957)
- P. amseli (Petersen, 1959)
- P. asirella Petersen & Gaedike, 1982
- P. asiriella Petersen & Gaedike, 1982
- P. atlantis (Zagulajev, 1975)
- P. atriceps Walsingham
- P. atricorna (Meyrick, 1931)
- P. bergeri Gozmány, 1967
- P. bifurcatella (Petersen, 1957)
- P. biskraella (Rebel, 1901)
- P. breviberbis (Meyrick, 1933)
- P. caryocephala (Meyrick, 1937)
- P. catapulta Gozmány, 1968
- P. cornuta (Petersen, 1959)
- P. crassicornella (Zeller, 1847)
- P. christinae Gozmány, 1965
- P. damnificella (Zeller, 1852)
- P. dentifera Gozmány & Vári, 1973
- P. falcata Petersen, 1988
- P. flava (Petersen, 1960)
- P. fulvicoma (Meyrick, 1921)
- P. gabori Gozmány, 1967
- P. gibi Gozmány, 1965
- P. gozmanyi Capuse, 1971
- P. hirundinea (Meyrick, 1928)
- P. hogasi Capuse, 1971
- P. holopsamma (Meyrick, 1908)
- P. idolatrix Gozmány & Vári, 1973
- P. lala Gozmány, 1967
- P. lucifer Gozmány, 1965
- P. madagascarica Gozmány, 1969
- P. marcescens (Meyrick, 1908)
- P. mascherata Gozmány, 1965
- P. melanops Gozmány, 1967
- P. meretrix (Meyrick, 1908)
- P. meruicola Gozmány, 1969
- P. mili Gozmány, 1965
- P. montis Gozmány, 1968
- P. mucrapex Gozmány, 1968
- P. nigerica Gozmány, 1967

- P. nigriceps Warren & Rothschild, 1905
- P. nigrocephala Petersen, 1982
- P. nox Gozmány, 1968
- P. nuristanica (Gozmany, 1959)
- P. obscura (Petersen, 1959)
- P. onyx Gozmány, 1966
- P. othello (Meyrick, 1907)
- P. palaestinella (Amsel, 1956)
- P. pantsa Gozmány, 1967
- P. paramima (Meyrick, 1917)
- P. pauliani Gozmány, 1970
- P. peltiger Mey, 2011
- P. perdita Gozmány, 1965
- P. perlata Gozmány, 1967
- P. peterseni (Amsel, 1959)
- P. praxis Gozmány, 1969
- P. protaxia (Meyrick, 1924)
- P. pyroxantha (Meyrick, 1914)
- P. recurvata Gozmány, 1968
- P. ruwenzorica Gozmány & Vári, 1973
- P. sarobiella (Petersen, 1959)
- P. sericea Gozmány, 1966
- P. similatrix Gozmány, 1968
- P. stibarodes (Meyrick, 1908)
- P. styx Gozmány, 1966
- P. szunyoghyi Gozmány, 1969
- P. taeniaecornis (Walsingham, 1896)
- P. tihamaella Petersen & Gaedike, 1982
- P. titanea Gozmány, 1967
- P. topaz Gozmány, 1967
- P. varii Gozmány, 1967
- P. versicolor Gaedike, 2009
- P. wadimaidaq Gaedike, 2009
- P. wiltshirella (Petersen, 1964)
- P. zernyi (Petersen, 1957)